# Grimwoods langklauw
De Grimwoods langklauw (Macronyx grimwoodi) is een zangvogel uit de familie Motacillidae (piepers en kwikstaarten).

## Verspreiding en leefgebied
Deze soort komt voor op de natte graslanden van oostelijk Angola tot zuidwestelijk Congo-Kinshasa en uiterst noordwestelijk Zambia.